# Agramma
Agramma is een geslacht van wantsen uit de familie netwantsen (Tingidae). Het geslacht werd voor het eerst wetenschappelijk beschreven door Stephens in 1829 .

## Soorten
Het genus bevat de volgende soorten:

- Agramma abruptifrons Golub, 1990
- Agramma afranum Drake & Ruhoff, 1958
- Agramma agasma Drake & Ruhoff, 1965
- Agramma aliwalanum (Drake, 1954)
- Agramma alticeps Wagner, 1973
- Agramma ambiguum Péricart, 1990
- Agramma amplicostatum Rodrigues, 1982
- Agramma angolanum (Drake, 1955)
- Agramma atricapillum (Spinola, 1837)
- Agramma australis Rodrigues, 1982
- Agramma basilicorne (Drake, 1951)
- Agramma biseriata Guilbert, 2007
- Agramma bishopae Guilbert, 2015
- Agramma blandulum (Horváth, 1905)
- Agramma botswanum Rodrigues, 1990
- Agramma brevirostre (Jakovlev, 1901)
- Agramma capensis Rodrigues, 1984
- Agramma carinatum (Distant, 1911)
- Agramma ceresum Rodrigues, 1990
- Agramma confluens Linnavuori, 1964
- Agramma confusum (Puton, 1879)
- Agramma convexum Rodrigues, 1984
- Agramma danielssoni Péricart, 1990
- Agramma delicatulum Rodrigues, 1981
- Agramma dilectulum (Drake, 1951)
- Agramma diversae Guilbert, 2015
- Agramma drakei Rodrigues, 1982
- Agramma dubium (Horváth, 1905)
- Agramma ecmeles Drake & Ruhoff, 1962
- Agramma elegans Kiritshenko, 1952
- Agramma elegantulum Linnavuori, 1974
- Agramma elegentum Linnavuori, 1973
- Agramma engaea Rodrigues, 1992
- Agramma fallax (Horváth, 1906)
- Agramma femorale Thomson, 1871
- Agramma formosanum (Matsumura, 1910)
- Agramma gibbum Fieber, 1844
- Agramma globiceps (Horváth, 1906)
- Agramma gracilicorne (Wagner, 1941)
- Agramma graminii Livingstone & Jeyanthibai, 1994
- Agramma hirta B. Lis, 2001
- Agramma hupehanum (Drake & Maa, 1954)
- Agramma intermedium (Wagner, 1941)
- Agramma japonicum (Drake, 1948)
- Agramma karisimbiense (Schouteden, 1953)
- Agramma kivuanum (Drake, 1956)
- Agramma laetum (Fallén, 1807)
- Agramma leleupi (Schouteden, 1953)
- Agramma lineatum (Horváth, 1929)
- Agramma longum (Drake, 1954)
- Agramma longurium Drake, 1958
- Agramma manselli Rodrigues, 1987
- Agramma maynei (Schouteden, 1916)
- Agramma melanoscele (Horváth, 1906)
- Agramma meridionalis Rodrigues, 1990
- Agramma minor (Distant, 1904)
- Agramma minutum Horváth, 1874
- Agramma mongolicum Golub, 1990
- Agramma namaachense Rodrigues, 1982
- Agramma neimongolicum Qi, 1996
- Agramma nexile (Drake, 1948)
- Agramma nigerianum Rodrigues, 1981
- Agramma nigrellum Drake, 1958
- Agramma nigrum Fieber, 1844
- Agramma onar Drake, 1961
- Agramma pallidulum (Schouteden, 1955)
- Agramma panici Linnavuori, 1977
- Agramma pericarti Rodrigues, 1982
- Agramma peringueyi (Distant, 1904)
- Agramma pictipenne (Horváth, 1902)
- Agramma pseudostrolium Rodrigues, 1981
- Agramma pullum Drake, 1958
- Agramma reticulatum Rodrigues, 1982
- Agramma ruficorne (Germar, 1835)
- Agramma rwindianum (Drake, 1956)
- Agramma scitulum Drake & Maa, 1955
- Agramma secunda B. Lis, 2003
- Agramma sedale (Drake, 1927)
- Agramma sidae Linnavuori, 1977
- Agramma singulum (Drake, 1954)
- Agramma sociale (Drake, 1951)
- Agramma striolum (Drake, 1951)
- Agramma subnotatum Péricart, 1981
- Agramma tenuicostatum Rodrigues, 1984
- Agramma tertiaium Zhang, 1989
- Agramma theonoe Linnavuori, 1977
- Agramma therasii Livingstone & Jeyanthibai, 1994
- Agramma theroni Rodrigues, 1984
- Agramma tropidopterum Flor, 1860
- Agramma turanicum (Horváth, 1905)
- Agramma umbrosum (Horváth, 1906)
- Agramma vanderysti (Schouteden, 1919)
- Agramma vicinale (Drake, 1927)
- Agramma viti Péricart, 1992
- Agramma vulturnum (Kirkaldy, 1908)
- Agramma yunnanum Jing, 1980